# Sharp Dressed Man
Sharp Dressed Man är en låt framförd av det amerikanska bluesrockbandet ZZ Top från albumet Eliminator, som släpptes 1983. Sången har blivit känd för dess riff och refrängen samt musikvideon, som fick mycket speltid i MTV under dess tidiga år. Sharp Dressed Man släpptes relativt sent på året och har blivit gruppens mest framgångsrika låt hittills, när den placerade sig på andra plats på musiklistan Mainstream Rock och #37 på Pop Singles. Låten ingår i spelet Guitar Hero I från 2005, och förekom kortvarigt i ett avsnitt av Beavis och Butt-Head som hette "Radio Sweethearts", där låten kunde höras på radion. Den medverkade också i en av S&K Menswears reklamfilmer. På 2007 års VH1 Rock Honors, en ceremoni där band spelar låtar av band som de har influerats av, uppträdde Nickelback med en coverversion av låten.